# Åby församling
Åby församling är en församling i Ryssby-Åby pastorat i Kalmar-Ölands kontrakt i Växjö stift och Kalmar kommun. 
Församlingskyrka är Åby kyrka. 

## Administrativ historik
Församlingen har medeltida ursprung. 
1733 utbröts Bäckebo församling som därefter ingick i pastoratet. Från 1945 utgjorde församlingen eget pastorat för att 1962 åter bilda pastorat med Bäckebo församling. Från 1977 bildar församlingen pastorat med Ryssby församling.

## Series pastorum
| Ämbetstid              | Namn                       | Levnadstid             |
| (1318)                 | Alguttus                   |                        |
| (1525)                 | Laurentius Gudmundi        |                        |
| (1542)                 | Gören                      |                        |
| (1543)                 | Peder                      |                        |
| (154?)–1547            | Nils                       | d. 1547                |
| (1547)–1564            | Torsten Svenonis           | d. 1564                |
| 1565–1579              | Ivarus Andreae             | d. 1579                |
| 1581–1612              | Petrus Jonae Biörn         | d. 1612                |
| 1613–1614              | Nicolaus Jonae Biörn       | d. 1632                |
| 1614–1651              | Petrus Eschilli            | d. 1651                |
| 1652–1655              | Petrus Johannis Ungius     | d. 1655                |
| 1656–1684              | Canutus Chorælius          | 1620–1690              |
| 1686–1692              | Olaus Repplerus            | 1644–1697              |
| 1692–1705              | Michael Wippert            | 1655–1705              |
| 1705–1718              | Daniel Andersson Swebilius | 1661–1718              |
| 1720–1751              | John Nydelius              | 1671–1751              |
| 1753–1759              | Lars Höök                  | 1698–1759              |
| 1761–1782              | Georg Ahlberg              | 1714–1782              |
| 1785–1801              | Peter Uddenberg            | 1721–1801              |
| 1804–1818              | Erik Peter Bethén          | 1746–1818              |
| 1820–1843              | Carl Jacob Uddenberg       | 1766–1843              |
| 1845–1864              | Christian Aron von Sydow   | 1781–1864              |
| 1866–1871              | Carl Georg Uddenberg       | 1817–1897              |
| 1871–1877              | Johan Peter Sellergren     | 1804–1877              |
| 1880                   | Anders Johan Holmström     | 1817–1880              |
| 1883–1920              | August Löttiger            | 1836–1921              |
| 1920–(åtminstone 1947) | Maths Ebbe Björkman        | 1880–(åtminstone 1947) |

## Organister och klockare
| Ämbetstid | Namn                   | Levnadstid | Övrigt                |
| --------- | ---------------------- | ---------- | --------------------- |
|           | Hans Nilsson Lindekrok |            | Organist              |
| 1720-1742 | Anders Persson         |            | Klockare              |
| 1726-1736 | Måns Nilsson           |            | Organist              |
| 1737-1749 | Magnus Dahlgren        |            | Organist              |
| 1750-1754 | Johan Rosvall          | 1724-1754  | Organist              |
| 1745-1753 | Carl Olsson            |            | Klockare              |
| 1754-1759 | Daniel Aschling        |            | Organist och klockare |
| 1761-1768 | Olof Nilsson           |            | Klockare (vice)       |
| 1761-1777 | Magnus Dahlqvist       | 1738-1777  | Organist och klockare |
| 1778-1785 | Nils Kylberg           | 1749-1785  | Organist och klockare |
| 1786-1816 | Sven Flysell           | 1758-1837  | Organist och klockare |
| 1816-1865 | Eric M. Lindell        | 1792-1865  | Organist och klockare |